# Sergia

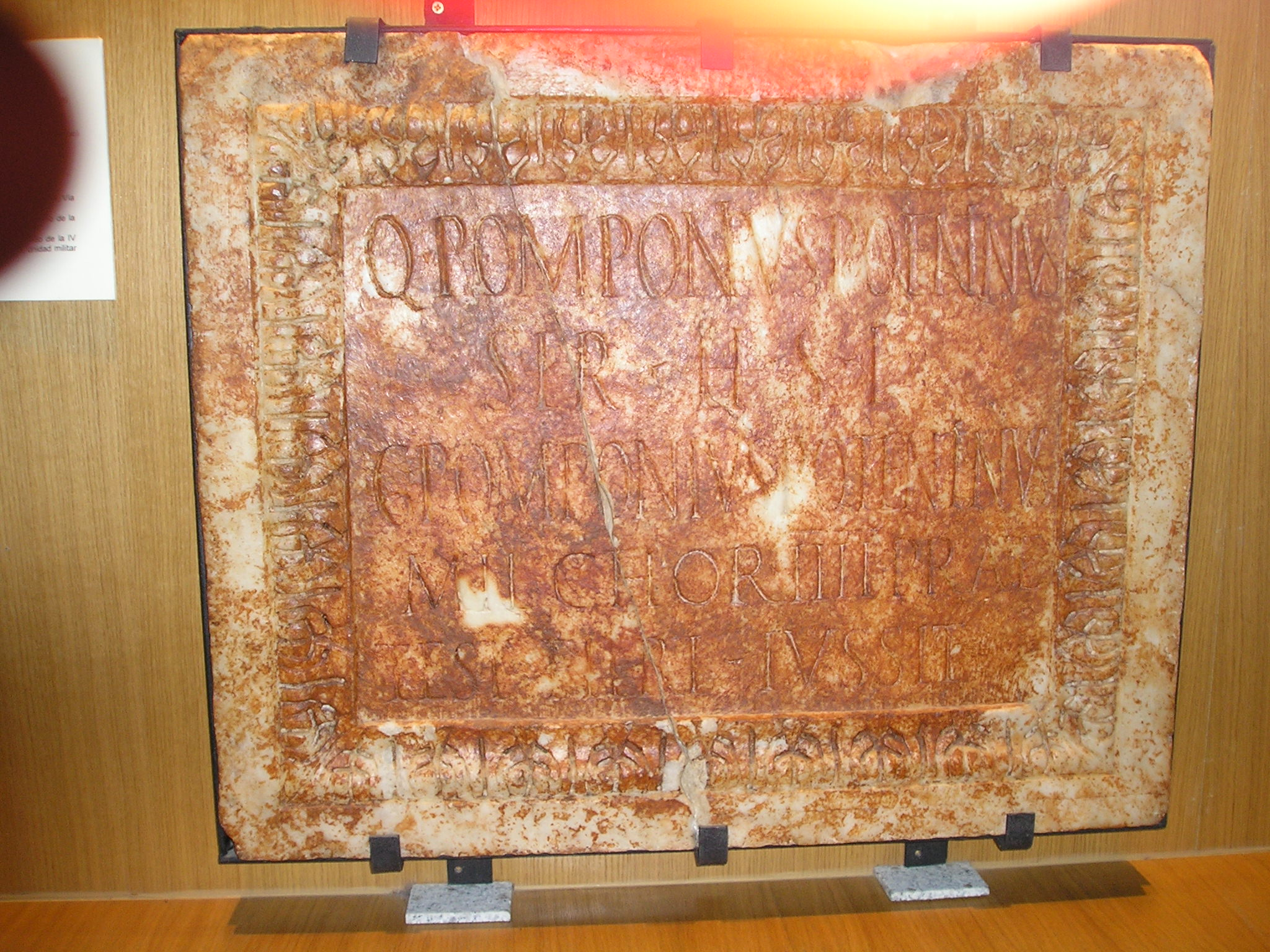
Inscripción funeraria de Pomponius Poeninus, dedicada por su hermano, soldado de la IV Cohorte Pretoriana de Roma, naturales ambos de Norba Caesarina y adscritos a la tribu Sergia.

La tribu Sergia es una de las 35 tribus romanas, a las que se adscribía a todo ciudadano romano para poder ejercer su derecho de voto en los Comitia tributa o comicios por tribus. Tenía la consideración de tribu rústica, frente a las cuatro tribus urbanas.
Con Augusto, al crear el Imperio, la vida de las asambleas romanas comenzó a languidecer, para dejar de ser convocadas bajo Tiberio, quien transfirió sus atribuciones al Senado, y fueron finalmente suprimidas por Trajano, aunque durante los tres primeros siglos del Imperio todos los ciudadanos romanos tenían que estar adscritos a una tribu.
La tribu Sergia fue la elegida por Cayo Norbano Flaco para adscribir a los ciudadanos romanos de la Colonia Norba Caesarina (Cáceres, España), así como por Augusto para adscribir a los de la colonia Romula Hispalis (Sevilla, España) en la Baetica.